# 나카가와 히데시게
나카가와 히데시게(일본어: 中川秀成, 겐키 원년(1570년) ~ 게이초 17년(1612년) 음력 8월 14일)은 아즈치모모야마 시대로부터 에도 시대 전기에 걸친 무장, 다이묘이자 분고 오카번 초대 번주이다.
나카가와 기요히데(中川清秀)의 차남이며, 어머니는 구마다 무네시로(熊田宗白)의 딸이고, 나카가와 히데마사(中川秀政)의 동생이다. 본처는 사쿠마 모리마사(佐久間盛政)의 차녀(신조 나오요리(新庄直頼)의 양녀)인 도라히메(虎姫)이고, 자식은 히사모리(久盛, 차남), 딸(미즈노 모토쓰나(水野元綱)의 정실)이 있다.

## 생애
덴쇼 11년(1583년), 아버지 기요히데가 시즈가타케 전투(賤ヶ岳の戦い)에서 전사한 후, 가문은 형 히데마사가 계승했다. 하지만 히데마사는 임진왜란 당시 한반도에서 매사냥을 하던 도중 포위되어 살해되었다. 나카가와 가문은 히데마사가 전란 중에 유희를 즐기다 죽은 것이 밝혀질까 두려워 전사(戦死)했다고 보고했지만, 도요토미 히데요시에게 들켜 분노를 샀다. 하지만 아버지 기요히데가 시즈가타케 전투에서 활약한 것이 인정받아 히데시게는 상속을 허락받을 수 있었다.
분로쿠(1593년), 제2차 진주성 전투에서는 1천명을 동원하라는 명령을 받았다.
분로쿠 3년(1594년) 2월, 히데요시로부터 분고 오카번에 7만 4천석의 영을 주어 이봉한다. 같은 해 1월 27일 서임하고 도요토미 성(豊臣姓)을 하사받았다. 게이초 2년(1597년)부터 시작된 임진왜란 때는 1천 5백을 동원하여 우군에 속해 도해, 8월 16일 황석산성 전투에 참가했다. 여러 장수들이 모인 26일 전주회의 이후에는 이케다 가게카쓰(히데오)와 함께 태인(泰仁, 지금의 전라북도 정읍), 광주(光州)의 제압을 지시받았다. 이후 전라도 경략(全羅道経略)을 재확인한 9월 16일의 정읍 회의(井邑会議 이무라 카이기[*])에도 참석하여 충청도에서 전라도에 걸쳐 전전하였다.
게이쵸 5년(1600년)의 세키가하라 전투에서는 가신을 서군쪽의 단고 다나베성(丹後田辺城) 공세에 파견했지만 세키가하라에서 벌어진 본전이 종결된 후에 동군에 가담했다. 서군의 우스키성(臼杵城)주 오타 가즈요시(太田一吉)를 공격했고, 사가노세키 전투(佐賀関の戦い)에서는 오타에게 가신을 빼앗겼지만, 그 공적에 따라 전후 도쿠가와 이에야스로부터 영을 안도받았다.
게이쵸 17년(1612년)에 사망했다.
조선시대에 조선에서 모란(牡丹)을 가져와 오카성(岡城)과 여러 사찰에 심고 여러 차례 옮겨 심었다. 현재 남아 있는 것은 제2대 번주 나카가와 히사모리(中川久盛)가 조부 사쿠마 모리마사의 보리(菩提)를 기리기 위해 간에이 21년(1644년)에 건립된 에유우지(英雄寺, 오이타현 다케다시카이(竹田市会々) 2033)의 산몬쇼츠키도(山門鐘付き堂) 우측에 있으며, 이 에유우지는 모란이 피는 매년 4월 20일에 모란 축제와 법요(法要)를 개최하고 있다.